# 脳深部刺激療法
脳深部刺激療法（のうしんぶしげきりょうほう、英: Deep brain stimulation; DBS）とは、何らかの病変により、脳の一部が機能不全を起こしている患者の脳に適切な電気的または磁気的刺激を継続的に送りこむことによって、症状の改善を図る治療法である。1995年頃にフランスのリモザンによって考案され、パーキンソン病・ジストニア・てんかん・トゥレット障害等の不随意運動や、重症のうつ病、強迫性障害、遷延性意識障害といった、脳の病変に起因するさまざまな疾患について、薬物療法での改善が見られなかった例を対象に治験が続けられている。日本ではパーキンソン病や振戦の治療に関して2000年より保険適応が認められている。

## 使われる装置の概要

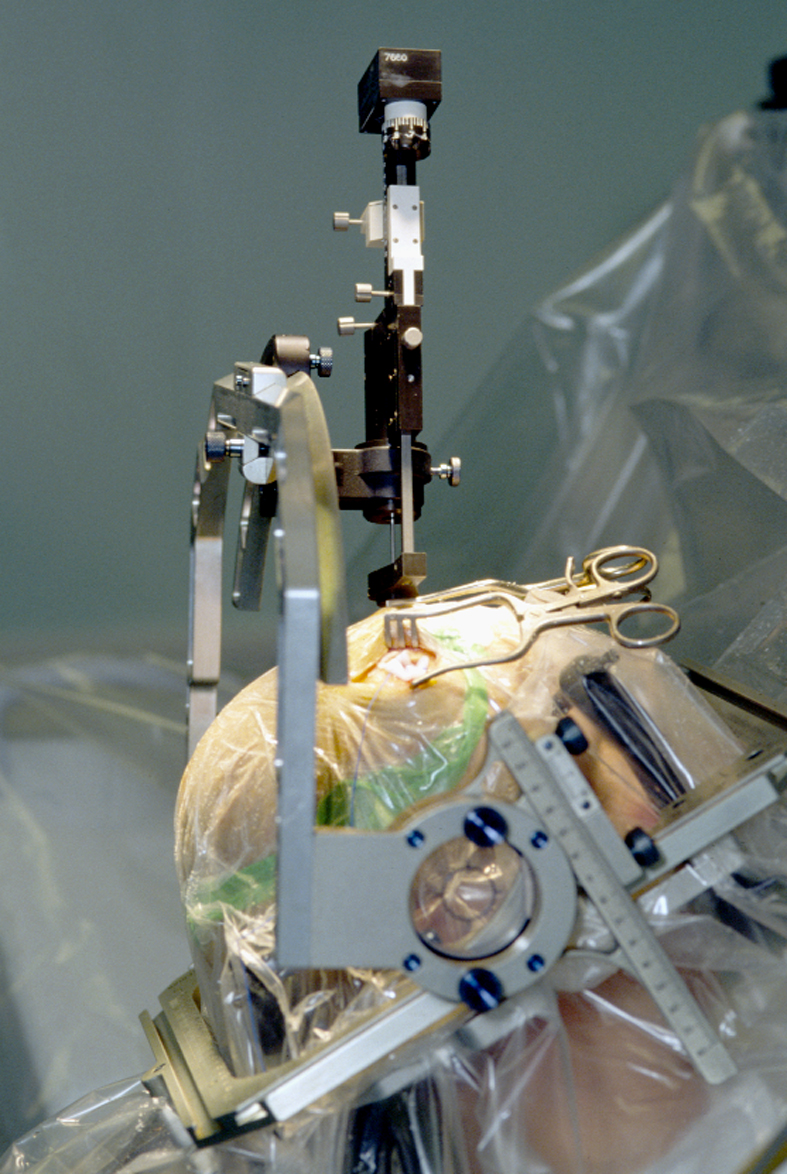
パーキンソン病患者の頭部に電極を挿入する手術を行っている所。

- 刺激電極（Lead）：脳深部の機能異常を生じている神経核や線維に対し、信号を送り込むことにより神経回路の働きを調節する。通常、MRI画像を用いて標的となる神経核の位置を同定し、定位脳手術で正確に電極を埋め込む。標的となる神経核は、症状やその体性分布により決定される。刺激電極は4個の接触子より構成され、埋め込んだ後に陰極または陽極に用いる接触子を選択することができる。
- 延長導線（Extension Cable）：側頚部の皮下に導線を通し、留置された電極と患者の前胸部に埋め込まれた刺激発生装置を繋ぐ。
- 刺激発生装置(Implantable Pulse Generator, IPG)：信号刺激を発生し、電極から脳に送り込む装置。患者の前胸部に埋め込まれる。装置には電池が内蔵され、消耗した際は交換手術が必要となる。刺激条件・強度に依存するが、通常5-6年に一度の交換となる。機器の小型化し頭蓋骨に埋め込んで延長電線を不要とし、非接触充電に対応した製品も登場している[1]。
- 患者用リモートコントローラ：4つのボタンで患者自ら操作（スイッチON, スイッチOFF, スイッチ状態の確認,バッテリー残量の確認）ができる。
- 医師用プログラマ：患者前胸部（IPG植え込み部の直上）から送受信器を当て、無線でIPGの状態を読み込んだり、刺激条件を設定するのに用いる。

## 注意点
体内埋め込み型電子機器の例に漏れず、強力な電磁波などによって誤作動する可能性が指摘されている。
この治療を受けている人は、心臓ペースメーカー使用者と同様、必要以上に電波の発信源に近づかないことで自衛する必要がある。

## 有効性
アメリカでのBROADEN研究と呼ばれる重症のうつ病に対する臨床試験は、効果が見られないため中止された。

## 機序
詳しい作用機序は不明である。いくつかの仮説が提唱されている。